# Truque de Humor
Truque de Humor é uma série de televisão brasileira exibida pelo canal por assinatura Multishow, e estrelada por Gabriel Louchard. Misturando humor e mágica, o programa tem 15 episódios temáticos em que o apresentador interage e aborda o público, na plateia e nas ruas.
A primeira temporada da atração foi exibida em maio de 2017.

## Produção

### 1ª temporada
Gabriel Louchard estreia como apresentador no primeiro programa que mistura mágica e humor na TV Brasileira. Sob direção de Beatriz Rosa, produção da Dois Moleques e roteiro de Leandro Muniz e Ulisses Mattos, a primeira temporada do programa conta com 15 episódios temáticos. Assuntos como futuro, relacionamentos, tecnologia, dieta, estética, ecologia e super-heróis norteiam o programa e as mágicas apresentadas por Louchard. Ele, que carrega o título de mágico profissional mais jovem do país, se formou pelo Círculo de Ilusionismo Brasileiro (CBI) aos 12 anos.
Parte das cenas foi gravada em estúdio, no formato de stand-up comedy, onde o cenário conta com uma plateia. Outra parte foi rodada e em locações externas no Rio de Janeiro, onde havia grande fluxo de pessoas. Lugares como o Mercadão de Madureira, o Largo da Carioca, no centro da cidade, a CADEG, em São Cristóvão e a feira da Praça General Osório em Ipanema, serviram de palco para as mágicas de Gabriel.
Na maior parte do tempo, o apresentador usa disfarces para interagir e abordar o público, que era surpreendido com os truques apresentados. As cenas foram gravadas sem cortes, justamente para captar as reações das pessoas com fidelidade, e também foram usadas câmeras escondidas.
Além de fazer truques clássicos, Gabriel usa objetos do cotidiano - que muitas vezes têm a ver com o tema do episódio - para fazer suas mágicas. O improviso faz parte do espetáculo, mas o mágico não revela seus segredos aos espectadores.
A temporada conta com a participação especial de amigos do apresentador, entre eles Marcelo Marrom, Paulinho Serra, Aline Riscado e Bruno De Luca.
A primeira temporada de Truque de Humor estrou no dia 15 de maio de 2017, mas seu primeiro episódio foi disponibilizado no Multishow Play dia 11 de maio de 2017, na pré-estreia realizada  pela plataforma de vídeo sob demanda (VOD) do canal. Gabriel fez ainda um aquecimento para o programa apresentando o TVZ Ao Vivo no próprio dia 15, onde ele exibiu alguns de seus truques.

## Lista de episódios[10]

### 1ª temporada
| Episódio | Título                     | Estreia             |
| -------- | -------------------------- | ------------------- |
| 01       | Morando Sozinho            | 15 de maio de 2017  |
| 02       | Dieta                      | 16 de maio de 2017  |
| 03       | Saúde                      | 17 de maio de 2017  |
| 04       | Ecologia                   | 18 de maio de 2017  |
| 05       | Crise                      | 19 de maio de 2017  |
| 06       | Preguiça                   | 22 de maio de 2017  |
| 07       | Super-herói                | 23 de maio de 2017  |
| 08       | Compras                    | 24 de maio de 2017  |
| 09       | Amizade                    | 25 de maio de 2017  |
| 10       | Tecnologia                 | 26 de maio de 2017  |
| 11       | Segurança                  | 29 de maio de 2017  |
| 12       | Em Busca Do Match Perfeito | 30 de maio de 2017  |
| 13       | Família É Tudo Igual       | 31 de maio de 2017  |
| 14       | Como Será O Amanhã         | 01 de junho de 2017 |
| 15       | Beleza é Fundamental       | 02 de junho de 2017 |